# Hinter verschlossenen Türen (Roman)
Hinter verschlossenen Türen (engl. Titel The locked room) ist ein Roman des US-amerikanischen Schriftstellers Paul Auster, der 1986 als Einzelwerk und 1987 als dritter Teil der New-York-Trilogie veröffentlicht wurde. Die beiden anderen Teile sind „Stadt aus Glas“ und „Schlagschatten“. Die deutsche Übersetzung von Joachim A. Frank erschien 1989. Erzählt wird die ambivalente Beziehung des Erzählers zu seinem Jugendfreund, dem Schriftsteller Fanshawe. Dadurch, dass er dessen literarisches Erbe verwalten und eine Biographie über ihn schreiben soll, wird sein Leben zunehmen fremdbestimmt und dies führt zu seiner Identitätskrise.

## Überblick
Der Erzähler schildert im Mai 1984 im Rückblick seine enge Kinder- und Jugendfreundschaft mit Fanshawe und, nach dessen Untertauchen 1976, seine Aufgabe, dessen Romane, Theaterstücke und Gedichte zu veröffentlichen und eine Biographie zu schreiben. Durch die dafür erforderlichen Recherchen gerät er immer mehr in den Sog des Freundes, und da er auch dessen Frau Sophie heiratet und seinen Sohn Ben adoptiert, ist er in Gefahr, sein eigenes Leben zu verlieren und sich nur als Nachlassverwalter und Nachfolger zu fühlen.
| → Kapitelübersicht |
| 1. Kp. Der Erzähler erhält von Sophie Fanshawe die Nachricht vom Verschwinden ihres Mannes und soll sich als sein Jugendfreund um dessen schriftstellerischen Nachlass kümmern. 2. Kp. Der Erzähler blickt zurück auf seine zwischen Bewunderung und Neid schwankende Kinder- und Jugendfreundschaft und die Entwicklung Fanshawes von der Mittelpunktfigur zum in Frankreich und den USA herumziehenden Gelegenheitsarbeiter und dann zum zurückgezogen lebenden Schriftsteller ohne Publikationsambitionen. 3. Kp. Der Erzähler organisiert die Veröffentlichung der Werke Fanshawes. Dabei entwickelt sich eine Liebesbeziehung zu Sophie. 4. Kp. Fanshawe schreibt dem Erzähler, er werde nie mehr zurückkehren und habe mit seinem früheren Leben abgeschlossen. Sein Freund solle Sophie heiraten. 5. Kp. Der Erzähler und Sophie finanzieren ihr gemeinsames Leben von den Tantiemen und müssen nicht mehr arbeiten. Er vernachlässigt dadurch seine eigene Schriftstellerei und gerät durch den Auftrag, eine Biographie über Fanshawe zu schreiben, auch in gedankliche Abhängigkeit von seinem Freund und Vorgänger. 6. Kp. Um sich Materialien für seine Biographie zu besorgen, besucht der Erzähler Fanshawes Mutter Jane. Diese verführt ihn aus Hass–Liebe zu ihrem Sohn. Er teilt mit ihr diese Empfindung und möchte sich ebenso durch den Sexualakt an ihm rächen und ihn symbolisch töten. 7. Kp. Der Erzähler gerät immer mehr in den Sog von Fanshawes Leben. Er rekonstruiert von den Briefen ausgehend dessen Reisen und nimmt mit seinen Bekannten Kontakt auf. Durch diese Fixierung entfremdet er sich zunehmend von Sophie. 8. Kp. Der Erzähler besucht die Stationen von Fanshawes Frankreichreise. Er kommt aber zu keinen neuen Erkenntnissen, verliert den Boden unter den Füßen und versinkt im Nachtleben von Paris. In einer Bar glaubt er Fanshawe entdeckt zu haben. Der junge Mann wehrt seine Zudringlichkeit ab und schlägt ihn bewusstlos. Dieser Zwischenfall ist für den Erzähler die Befreiung und er kehrt nach Amerika zurück. 9. Kp. Er versöhnt sich wieder mit Sophie und sie stellen ihr Leben auf ein neues, von Fanshawe unabhängiges Fundament. 1984 lädt Fanshawe den Erzähler nach Boston ein und spricht mit ihm durch einen Türspalt. Er sagt, er habe sich vergiftet, und gibt ihm sein Notizbuch. Der Erzähler wirft es vor seiner Rückreise nach New York in den Abfalleimer. |

## Handlung

### Erstes Kapitel
Der Erzähler lebt als Schriftsteller in New York und verdient seinen Unterhalt durch Zeitungsartikel über die verschiedensten Themen. Dadurch hat er keine Zeit für einen großen Roman. Im November 1976 erhält er von Sophie Fanshawe die Nachricht, dass ihr Mann seit April verschwunden ist, und sie bittet um ein Gespräch mit ihm. Er besucht sie in Chelsea, wo sie zusammen mit ihrem Baby Ben lebt. Sophie erzählt ihm von ihrer dreijährigen Ehe. Sie und Fanshawe haben sich ungefähr ein Jahr nach seiner Rückkehr aus Frankreich in einer Bücherei kennengelernt und bald darauf geheiratet. Da ihr Gehalt als Musiklehrerin für beide reichte, musste er nicht mehr jobben und konnte sich auf seine Schriftstellerei konzentrieren. Sie unterstützte ihn gern und träumte davon, dass er einmal berühmt werden könnte. Aber er hielt seine Manuskripte in einem Schrank unter Verschluss und bot sie nie einem Verlag zur Veröffentlichung an. Sophie ärgerte sie sich zunehmend über seine Gleichgültigkeit, und als sie schwanger wurde, drängte sie ihn, endlich aktiv zu werden. Schließlich bot er ihr als Kompromiss an, innerhalb eines Jahres etwas zu unternehmen, und nannte seinen engsten Kinder- und Jugendfreund im Todesfall als seinen schriftstellerischen Nachlassverwalter. Wenn dieser seine Werke gut finde, könne er sich gegen eine Gewinnbeteiligung von 25 % um eine Veröffentlichung bemühen. Ungefähr drei Monate nach diesem Vorschlag verschwand er auf seiner Fahrt zu seiner Mutter nach New Jersey. Nach den ergebnislosen Nachforschungen durch den Privatdetektiv Quinn geht Sophie vom Tod ihres Mannes aus. Eine Flucht ohne Abschiedsbrief hält sie für nicht möglich. Der Erzähler ist über diesen Antrag verwundert, denn die Jugendfreunde haben sich seit zehn Jahren nicht mehr gesehen, aber Sophie gefällt ihm und er nimmt den Auftrag an, um mit ihr in Kontakt zu bleiben.

### Zweites Kapitel
Der Erzähler blickt zurück auf seine Kindheit. Fanshawe und er wuchsen als Nachbarskinder auf und schlossen als Siebenjährige Blutsbrüderschaft. Der Freund war ihm in allem überlegen und stand überall im Mittelpunkt: im Sport, in den Leistungen in der Schule, bei den Freizeitaktivitäten usw. Auch war er reifer und ihm in der moralischen Entwicklung voraus. So gab er einmal bei einer Geburtstagsparty sein Geschenk dem armen Klassenkameraden Dennis Walden, damit dieser nicht beschämt zur Gratulation gehen musste. Der Erzähler betrachtete den Freund mit einer Mischung aus Bewunderung und Neid. Dann änderte sich Fanshawe und versuchte „das Leben zu schmecken“. Er überredete den Freund zur Selbsterprobung als Kletterer, Wochenendlandstreicher oder Kneipen- und Bordellbesucher. In der nächsten Phase ging Fanshawe in ein inneres Exil, zog sich aus den Sportgruppen zurück und versuchte sich als Dichter. Nach dem Tod seines Vaters und der psychischen Erkrankung seiner Schwester Ellen erwartete seine Mutter, dass er die Stütze der Familie würde. Es kam zu Spannungen. Er brach sein Studium ab, fuhr als Matrose zur See, lebte dann einige Zeit von dem verdienten Geld in Frankreich und jobbte, zurückgekehrt nach Amerika, nur so viel, um sich zu ernähren.

### Drittes Kapitel
Der Erzähler erfüllt seinen Auftrag, nimmt Kontakte mit dem Lektor eines renommierten Verlages Stuart Green und Theaterregisseuren auf und erreicht die Veröffentlichung des Romans „Niemalsland“ und die Aufführung von drei Einaktern. Er plant zusammen mit Green die Vermarktung und schreibt vor der ersten Publikation einen Artikel über die Entdeckung des neuen Autors, um die Neugier der Öffentlichkeit zu erregen. „Niemalsland“ erhält gute Kritiken und wird ein kommerzieller Erfolge. Mit Sophie entwickelt sich eine von ihm durch sporadische Telefongespräche und Einladungen zum Essen behutsam kontinuierlich aufgebaute Freundschaft und dann im Verlauf eines Jahres eine Liebesbeziehung. Nachdem er Verträge über Publikationen und Theateraufführungen geschlossen hat, äußert er seinen Wunsch nach einer festen Partnerschaft und sie ziehen zusammen.

### Viertes Kapitel
Überraschend erhält der Erzähler einen Brief von Fanshawe. Darin teilt er ihm mit, er habe mit seinem alten Leben privat und als Schriftsteller abgeschlossen und werde in wenigen Jahren sterben. Sein Freund solle Sophie heiraten, vor ihr aber geheim halten, dass er lebe. Der Erzähler drängt Sophie nun auf eine Auflösung ihrer Ehe, da man in New York einen Vermissten erst nach sieben Jahren für tot erklären könne. In Alabama wird die Angelegenheit schnell geregelt. Sie heiraten kurz darauf in New York und er adoptiert Ben.

### Fünftes Kapitel
Nachdem „Niemalsland“ ein Erfolg ist, werden weitere Veröffentlichungen geplant: Die Romane „Wunder“ und „Blackouts“, Gedichte, Theaterstücke. Durch die Tantiemen und Vorschüsse können Sophie und der Erzähler 1978 eine neue Wohnung am Riverside Drive mieten. Zugleich führt das Geld zu einem Erlahmen seiner schriftstellerischen Aktivitäten. Er arbeitet kaum noch an seinen Aufsätzen und konzentriert sich auf die Liebe mit Sophie. Zwar hat er den Plan, ohne materielle Sorgen sich ganz auf seine Schriftstellerei zu besinnen und einen großen Roman zu schreiben, doch er geht dieses Projekt nicht engagiert an. Als ihm Stuart Green den Vorschlag macht, eine Biographie über Fanshawe zu schreiben, sagt er erst nach langen Zögern zu, denn er spürt die Problematik, die Wahrheit nicht sagen zu dürfen und durch Dichtung zu ersetzen und zur Mythenbildung des geheimnisvollen Genies beizutragen. Auch fürchtet er, noch stärker gedanklich an seinen Vorgänger bei Sophie gebunden zu sein und kein eigenes Leben mehr führen zu können.

### Sechstes Kapitel
Für seine Recherchen besucht der Erzähler im Juni 1978 Fanshawes Mutter Jane in New Jersey. Sie sagt ihre Unterstützung der Biographie zu. Im museal erhaltenen Zimmer ihres Sohnes hat sie alles gesammelt: Urkunden, Zeugnisse Erinnerungsstücke, Fotoalben und über hundert Briefe, die meisten an Ellen. Um das für sein Buch geeignete Material zu sichten und zu kopieren, lädt die an diesem Tag auffällig zurechtgemachte 50-jährige Jane ihn zum Mittagessen mit viel Alkohol ein. Dabei erzählt sie ihm ihre Version von ihrem Sohn: Er war immer ein emotional kaltes Kind, ging seinen eigenen Weg und legte wenig Wert auf die Zärtlichkeiten und Unterstützung der Eltern. Fanshawe und sein Freund sahen sich als Kinder trotz unterschiedlichen Charakteren in Größe und Gestalt sehr ähnlich und sie beneidete ihre Nachbarin immer wegen der Anhänglichkeit und Zuneigung ihres Sohnes. Mehr als um seine Eltern kümmerte sich Fanshawe um seine gemütskranke Schwester Ellen, die jetzt als 27-Jährige in einer Psychiatrie untergebracht ist, aber er versuchte sie auch zu beherrschen. Z. B. gab er ihr seine schwer verständlichen Gedichte zu lesen, die sie als Botschaften verstanden und kommentiert hat. Doch später, nach ihrem Zusammenbruch, hat Ellen ihren Bruder im Krankenhaus beschimpft. Vermutlich aus Reue wollte Fanshawe seine Dichtung nicht veröffentlichen und brach sein Studium ab, um die Eltern nicht zusätzlich zu den Pflegekosten finanziell zu belasten.
Der Erzähler merkt nach dieser Darstellung aus ihrer Perspektive, dass die alkoholisierte und nach Mitleid süchtige Mutter sich mit einer Verführung an ihrem Sohn rächen will, mit dem sie zugleich ödipal verbunden zu sein scheint. Er ist ebenfalls betrunken und als aus seiner Teenagerzeit das ihn erregende Bild der sich im Nachbargarten sonnenden Bikini-Schönheit Jane auftaucht, gibt er sich der erotischen Situation hin. Sechs Jahre später, zum Zeitpunkt seiner Erzählung, erklärt er sich den anschließenden aggressiven Sexualakt aus geheimem Hass auf den Jugendfreund, in dessen Schatten er als Biograph sowie als Ehemann- und Vater-Nachfolger stand und den er mit dieser Tat töten wollte. Er denkt, dass Jane das Gleiche wollte.

### Siebentes Kapitel
Nach dem Besuch bei Fanshawes Mutter und den zunehmenden Heimlichkeiten Sophie gegenüber gerät der Erzähler in eine Krise. Er fühlt sich nach wie vor unfrei und von Fanshawe beherrscht. Diese gedankliche Abwesenheit belastet sein Verhältnis zu Sophie und sie entfremden sich zunehmend. Er grübelt über die Motiv Fanshawes nach, ihn zu seinem Nachfolger und Nachlassverwalter zu machen und ihn damit an sich zu binden, ihm andererseits durch Todesdrohung die Suche nach ihm zu verhindern. Vielleicht, spekuliert er, hat Fanshawe ihn dadurch gerade zur Übertretung seines Verbots provozieren wollen und plant, dass er ihn findet und tötet. Aber er spürt, dass er diesen riskanten Weg gehen muss, wenn er die Chance zur Lösung der Fesseln und zur Selbstfindung haben soll.
Aus Fanshawes Briefen an Ellen, die, wie der Erzähler vermutet, eigentlich an seine Mutter gerichtet sind, kann er dessen Lebensstationen zusammenstellen: Harvard College in Cambridge, Arbeit auf einem Schiff, das die Ostküste der USA und die Karibik befährt, Schriftstellerei in Paris, Arbeit als Nachhilfelehrer, Telefonist der New York Times, Überprüfung und Zusammenfassung von Drehbüchern für einen Filmproduzenten, Aufenthalt in einem südfranzösischen Dorf (1971), Rückkehr nach Amerika (Herbst 1972). Der Erzähler nimmt mit einigen der in den Briefen erwähnten Personen Kontakt auf. Sie bestätigen sein Bild von Fanshawe. Aber er fühlt einen Zwang, die Orte selbst kennenzulernen. Als er Sophie die Reise nach Frankreich ankündigt, kommt es zum Streit, Sie leidet die ganze Zeit schon unter seiner Fixierung und Geistesabwesenheit und fürchtet, dass er sich nicht von Fanshawe lösen kann und nicht mehr aus Paris zurückkehren wird.

### Achtes Kapitel
Der Erzähler verfolgt Fanshawes Spuren in Frankreich und sucht einen Monat lang die in den Briefen erwähnten Lokalitäten auf. Immer mehr fühlt er sich von Amerika entwurzelt und spürt den Drang, alles bis ins letzte Detail aufzuspüren. Letztendlich erfährt er aber aus den Gesprächen mit Fanshawes ehemaliger Freundin Anne Michaux, die ihm sagt, er habe sie auf den ersten Blick an Fanshawe erinnert, dem Produzenten und dem Ferienhausbesitzer Dedmon keine neuen Erkenntnisse über seine Persönlichkeit und denkt, dass der Freund sich in einem Raum hinter einer verschlossenen Tür aufhält und dass dieser Raum in seinem eigenen Kopf ist.
Aus dem Département Var in Südostfrankreich zurückgekehrt nach Paris, verliert er vollkommen den Boden unter den Füßen und stürzt sich orgiastisch ins Nachleben der Stadt. In einer Bar erlebt er eine surreale Szene: Er meint in einem ca. 26-jährigen Mann Fanshawe zu erkennen, spricht ihn beharrlich mit diesem Namen an und gibt sich ihm gegenüber als Melville aus. Dieser weist ihn ab, er heiße Peter Stillman, und läuft davon. Er verfolgt ihn, dieser wehrt sich und schlägt ihn bewusstlos. Der Erzähler fühlt sich danach von seinem Zwang befreit und kehrt nach New York zurück.

### Neuntes Kapitel
In New York versucht der Erzähler mit Sophie einen Neuanfang. Ein Jahr wohnen sie getrennt, dann leben sie wieder zusammen. Er gibt Stuart Green den Auftrag, eine Biographie zu schreiben, zurück, und beauftragt einen Agenten mit den Publikationen und Theateraufführungen. Die Tantiemen verwenden Sophie und er nicht mehr für ihren Haushalt, sondern legen sie für Ben an. Am 23. Februar 1981 wird ihr Sohn Paul geboren. Im Juli ziehen sie in eine größere Wohnung in Brooklyn.
Als das Leben sich für beide normalisiert, erhält er erneut einen Brief von Fanshawe. Er bittet um seinen Besuch, verspricht ihm, dass damit ihre Geschichte enden würde, und gibt ihm eine Adresse in Boston an. Der Erzähler verheimlicht Sophie den Grund seiner Reise und erklärt ihr, er müsse in der Bibliothek Dokumente einsehen, und fährt am 1. April 1984 nach Boston. Fanshawe wohnt im Erdgeschoss eines großen heruntergekommenen Haus aus dem 19. Jh., will nicht gesehen werden und spricht mit ihm nur durch einen Türspalt. Er erzählt ihm von seinem einsamen Leben nach seinem Untertauchen: Die Flucht vor dem von Sophie beauftragten Detektiv Quinn, den er schließlich überlistet und, in Umkehrung der Beschattung, beobachtet. Das ruhelose Leben bei der Handelsmarine und anschließend an verschiedenen Orten der USA, u. a. am Rande eines Hopi-Reservats. Jetzt lebe er unter dem Namen „Henry Dark“ allein in dem großen Haus. Fanshawe droht dem Erzähler, ihn zu erschießen, wenn er die Tür gewaltsam öffne, außerdem habe er bereits Gift genommen und werde sterben. Er kritisiert die Veröffentlichung seiner Romane. Alles was er geschrieben habe, sei „Schund“. Er hat sein rotes Notizbuch mit den Aufzeichnungen der letzten Jahre in einen Schrank vor der Tür gelegt. Der Erzähler könne darin alles über seine Motive erfahren, aus seinem bisherigen Leben auszusteigen und seine Familie zu verlassen. Sophie treffe keine Schuld und er habe den Erzähler nicht in erster Linie als seinen Nachlassverwalter, sondern als ihren neuen Mann ausgewählt.
Der Erzähler geht zurück zum Bahnhof und liest bis zur Abfahrt des Zuges nach New York in dem Notizbuch, aber die widersprüchlichen Aussagen verwirren ihn. „Und doch, unter dieser Verwirrung fühlte ich, dass da etwas zu Gewolltes, etwas zu Perfektes war, so als wäre zuletzt versagen das Einzige gewesen, was er wirklich gewollt hatte. Ich könnte mich jedoch irren.“ Er zerreißt ein Blatt des Tagebuchs nach dem anderen und wirft sie in den Abfalleimer.

## Form
Die Handlung des Romans, dessen Titel sich auf das Kriminalroman–Motiv des verschlossenen Raumes bezieht, wird im Wesentlichen, als Rückblick vom Jahr 1984 aus auf die 1970er Jahre, linear entwickelt und aus der Perspektive des Ich-Erzählers, des Kinder- und Jugendfreundes der Hauptfigur, vorgetragen. Im 8. Kp. gibt sich der namenlose Erzähler auch als Autor des Romans sowie der beiden anderen Teile der Trilogie zu erkennen und betont die Zusammengehörigkeit der drei Romane: „Diese drei Geschichten sind letzten Endes die gleiche Geschichte, aber jede steht für ein anderes Stadium, in dem mir bewusst wurde, um was es geht.“
Direkt und indirekt wird in den drei Romanen auf den eigentlichen Autor der Trilogie Paul Auster verwiesen. In „Stadt aus Glas“ ist der Erzähler ein Freund Austers. Als er aus Afrika nach New York zurückkehrt, informiert ihn Auster über den Fall und gemeinsam suchen sie Quinn in seiner Wohnung und finden sein rotes Notizbuch mit den Aufzeichnungen. Weitere Hinweise auf den Autor sind die Lagen der Wohnungen der Protagonisten am Riverside Drive (Stadt aus Glas, 10. Kp.) und in Brooklyn (Hinter verschlossenen Türen, 9. Kp.). Außerdem sind persönliche Daten Austers in die Romane eingearbeitet.
| → Autobiographische Bezüge in den Romanen |
| - Austers Geburtstag (Schlagschatten) - sein Sohn Daniel (Stadt aus Glas, 10. Kp.) - erste Begegnung mit Siri (In „Hinter verschlossenen Türen“ ist es das Datum der Geburt des Sohnes Paul) - die schizophrene Schwester (Hinter verschlossenen Türen, 6. Kp.) - der Job als Matrose in der Karibik und dessen Vermittlung durch seinen Stiefvater Norman Schiff (Im 7. Kp. von „Hinter verschlossenen Türen“ heißt der Sohn des Vermittlers Paul Schiff) - Beschäftigungen in Paris: Schriftstellerei, Nachhilfelehrer, Telefonist der New York Times, Überprüfung und Zusammenfassung von Drehbüchern für einen Filmproduzenten (Hinter verschlossenen Türen, 6. Kp.) - Aufenthalt in einem südfranzösischen Dorf (Hinter verschlossenen Türen, 6. Kp.) - Theaterstück „Blackouts“ (in „Hinter verschlossenen Türen“, 5. und 7. Kp., ist dies der Titel von Fanshawes erstem Roman) - Gedichtband „Ground Work“ („Fundamente“ im 7. Kp. von „Hinter verschlossenen Türen“) |

Solche Spiele mit der Erzählform und der Autorenschaft sind Merkmale des Postmodernen Romans, ebenso die intertextuellen Bezüge zwischen den drei Romanen. So tauchen in „Hinter verschlossenen Türen“ Figuren gleichen Namens wie in den anderen Romanen auf, meistens allerdings mit anderer Persönlichkeit.
| → Romanfiguren gleichen Namens in der Trilogie |
| - Fanshawe kauft als Henry Dark in Boston ein Haus (9. Kp.). Mit dem gleichen Namen stellt sich Quinn bei Peter Stillman Senior vor, um ihn zu einer Reaktion zu provozieren, und bezieht sich auf einen Bostoner Geistlichen, den Stillman in seinem Buch „Der Garten und der Turm. Frühe Visionen der neuen Welt“ erwähnt. Stillman geht darauf ein und erklärt ihm, dass er sich diese Person in seinem Roman nur ausgedacht hat (Stadt aus Glas, 6. und 9. Kp.). - Der vom Erzähler für Fanshawe gehaltene junge Mann Peter Stillman (8. Kp.) ist im Gegensatz zu dem „Wolfskind“ Peter Stillman (Stadt aus Glas, 2. Kp.) nicht sprachgestört. - Sophie engagierte den Privatdetektiv Quinn. In „Stadt aus Glas“ ermittelt ein Schriftsteller Quinn im Fall Stillman, aber nicht unter seinem Namen, sondern als Privatdetektiv Auster. - Der von Fanshawe beschützte arme Junge namens Dennis Walden (Hinter verschlossenen Türen, 2. Kp.) erinnert an den Bezugstext des Schriftstellers Black (Schlagschatten): Henry David Thoreaus: „Walden. Oder das Leben in den Wäldern“. Wie Thoreau führte Fanshawe zeitweise ein zurückgezogenes Leben in unbewohnten Landschaften oder in der Isolation eines Zimmers. |

Ein weiteres Merkmal postmoderner Romane ist die Einarbeitung anderer literarischer Texte. Erwähnt werden in „Hinter verschlossenen Türen“ u. a. Walden (2. Kp.) und Melville (8. Kp.). Der Erzähler nennt in Paris eine ca. neunzehnjährige tahitianische Prostituierte in Anspielung auf Melvilles Roman „Typee“ „Fayaway“ und stellt sich einem jungen Mann namens Peter Stillman als Melville vor.
Hauptbezugstext ist in „Hinter verschlossenen Türen“ der Roman „Fanshawe“ von Nathaniel Hawthorne (1828), dessen personelle Konstellation Edward Walcott – Ellen – Fanshawe der Autor übernommen und auf das Dreieck Erzähler – Sophie – Fanshawe übertragen hat: Ein kranker junger Mann verzichtet auf das geliebte Mädchen und überlässt es dem Freund.

## Interpretation
Die Detektive passen sich im Prozess der Recherche immer mehr den Personen an, die sie zu beobachten haben, sie hausen wie sie in abgeschotteten engen Räumen. Sie werden also zu Doppelgängern der Originale, ohne aber deren Genialität zu erfassen. Vielmehr verlieren sie ihre Identität und müssen sich, um überleben zu können, von ihrer Spurensuche lösen.
Die Detektive und die Verschollenen stehen in den drei Romanen in einem engen Verhältnis, teilweise sehen sie sich sogar ähnlich und werden miteinander verwechselt. In allen Fällen verlieren die Verfolger, zumindest zeitweise, ihre Selbständigkeit, werden zum Double und folgen ihrem Vorbild in die Isolation. Entweder sie verschwinden ebenfalls oder ihnen gelingt am Ende die Befreiung. Charaktermäßig unterscheiden sich die Doppelgänger jedoch voneinander: Die verschwundenen Protagonisten sind intellektuell, bildungsmäßig und in ihrer kreativen Begabung den Verfolgern überlegen. Von diesen personellen Konstellationen der drei Romane ausgehend, vertreten einige Interpreten die These, die Protagonisten stellten zwei Seiten einer Persönlichkeit dar und es handele sich im Grunde um einen Konflikt zwischen dem nicht lebensfähigen reinen Künstlertum und dem Kompromiss zwischen der individuellen Kunstentfaltung und dem Zwang der Vermarktung. Fanshawe könnte als nicht reale Person, sondern als geistige Projektion des Erzählers angesehen werden.